# Topdoc
TopDoc是聯繫病人與醫生並提供即時預約服務的一站式免費網上平台。
只需要使用智能電話或個人電腦到他們的網站，然後根據不同專科、地區、可應診時間以及其他用家的評價及推薦搜尋合適的醫生。現時已有380位香港註冊的醫生在他們的網站登記，來自超過50個不同的專科，當中最熱門的包括：
1. 全科
2. 兒科
3. 婦產科
4. 皮膚及性病科
5. 眼科
6. 耳鼻喉科
7. 中醫師
8. 修復齒科
9. 兒童牙科
10. 牙髓治療科
11. 口腔頜面外科醫生
12. 心臟科醫生
13. 脊醫
14. 精神病科